# Dodurga (district)
Dodurga is een Turks district in de provincie Çorum en telt 8.292 inwoners (2007). Het district heeft een oppervlakte van 217,7 km². Hoofdplaats is Dodurga.
De bevolkingsontwikkeling van het district is weergegeven in onderstaande tabel.
| 1997   | 2000   | 2007  |
| ------ | ------ | ----- |
| 12.504 | 10.439 | 8.292 |